# Typhlosaurus
Typhlosaurus — рід сцинкоподібних ящірок родини сцинкових (Scincidae). Представники цього роду мешкають в Намібії і Південно-Африканській Республіці. За результатами низки досліджень кілька видів, яких раніше відносили до цього роду, були переведені до роду Acontias. Ці два роди разом утворюють окрему підродину Acontinae.

## Опис
Представники роду Typhlosaurus — це невеликі сцинки довжиною до 20 см. Вони мають сіре, оливкове або коричневе забарвлення шкіри. Лапи у них відсутні, очі також редуковані, що пов'язано зі способом життя представників цього роду сцинків. Сцинки роду Typhlosaurus віддають перевагу пустелям і напівпустелям, кам'янистим місцевостям, сухим чагарниковим заростям і рідколіссям. Вони ховаються під деревами, а також добре риють лази та нори. Можна часто зустріти під камінням. Активні вночі. Живиться комахами та їх личинками.

## Види
Рід Typhlosaurus нараховує 5 видів:
- Typhlosaurus braini Haacke, 1964
- Typhlosaurus caecus (Cuvier, 1817)
- Typhlosaurus lomiae Haacke, 1986
- Typhlosaurus meyeri Boettger, 1894
- Typhlosaurus vermis Boulenger, 1887

## Етимологія
Наукова назва роду Typhlosaurus походить від сполучення слів дав.-гр. τυφλος — сліпий і σαυρος — ящірка. 